# Oscillation décennale du Pacifique

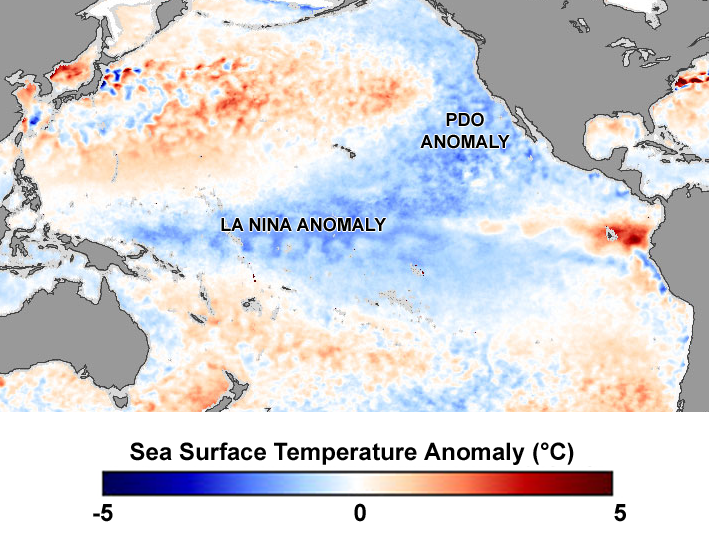
Diagramme des anomalies de température causées par La Niña et l’oscillation décennale du Pacifique en avril 2008 (Source : NASA)

L’oscillation décennale du Pacifique (ODP) (en anglais Pacific decadal oscillation (PDO)) est une variation de la température de surface de la mer dans le bassin de l’océan Pacifique qui déplace la trajectoire des systèmes météorologiques de manière cyclique sur une période de plusieurs décennies, habituellement de 20 à 30 ans. L’ODP est repérée par le déplacement d’une large zone chaude ou froide, de la température de surface de la mer au nord de 20° N. 

## Découverte
L’oscillation décennale du Pacifique a été découverte et nommée par Steven R. Hare et ses collègues Nathan Mantua, Yuan Zhang, Robert Francis et Mike Wallace alors qu’ils faisaient une étude sur la variation des populations de saumons. Leurs recherches ont été publiées en 1997.

## Description et origine
L’oscillation décennale du Pacifique est une fluctuation sur une période de 20 à 30 ans de la température de surface de la mer. Les satellites comme TOPEX/Poseidon ont permis de repérer de larges zones où la température est supérieure ou inférieure à la normale.  
Durant la phase froide ou négative, on retrouve une zone froide en forme de pointe dans la partie est du Pacifique équatorial. Celle-ci correspond à des hauteurs de la surface de la mer inférieure à la normale également. Pendant ce temps, une zone chaude et de hauteur supérieure à la normale forme une sorte de fer à cheval qui connecte le nord, l’ouest et le sud-ouest du Pacifique. Durant la phase chaude ou positive, le Pacifique ouest se refroidit alors que la pointe de la section est de l’océan se réchauffe. Le scénario inverse se produit dans la phase froide.
Le mécanisme qui cause l’O.D.P. n’est pas encore bien compris. On a suggéré que la mince couche supérieure qui se réchauffe en été sur l’océan isole l’eau plus froide en profondeur et que sa remontée prend des années.

## Influence et inter-relations
Les effets des phases froides et chaudes sont identifiables  dans le climat de l'Amérique du Nord. Entre 1900 et 1925, durant une phase froide, les températures annuelles ont été  relativement basses. Durant les trente années suivantes et une phase chaude, les  températures ont été plus douces. Le cycle s’est vérifié à chaque fois par la suite.
Le déplacement des masses océaniques chaudes et froides a pour effet de déplacer la trajectoire du courant-jet polaire. Comme les dépressions se forment et se déplacent le long de ce dernier, la provenance des masses d’air qui affectent le continent va donc varier. Dans une phase chaude ou positive, la dépression des Aléoutiennes est plus profonde et au sud ce qui repousse plus au sud le courant-jet polaire dans le centre du Pacifique alors qu'il remonte au nord près de la côte américaine. Ce dernier va donc chercher de l'air chaud et humide provenant des Tropiques et le remonte vers la côte ouest de l'Amérique du Nord, donnant des températures plus élevées que la normale et des précipitations plus abondantes, de l'Oregon à l'Alaska,. À l'inverse, en période froide, ou négative, la dépression des Aléoutiennes est plus faible et le courant-jet reste plus au nord, amenant de l'air plus frais aux mêmes régions.
L’oscillation Pacifique influence El Niño selon un mécanisme encore à l’étude. Si El Niño débute durant la phase froide de l’oscillation, il tend alors à être moins important et plus imprévisible. S’il débute dans la phase chaude, El Nino sera plus fort et il sera plus facile de prévoir ses conséquences comme ce fut le cas en 1997-98. Depuis ce temps, l’oscillation tend à refroidir ce qui présage des épisodes El Niño relativement doux pour les prochaines décennies.

## Variations historiques

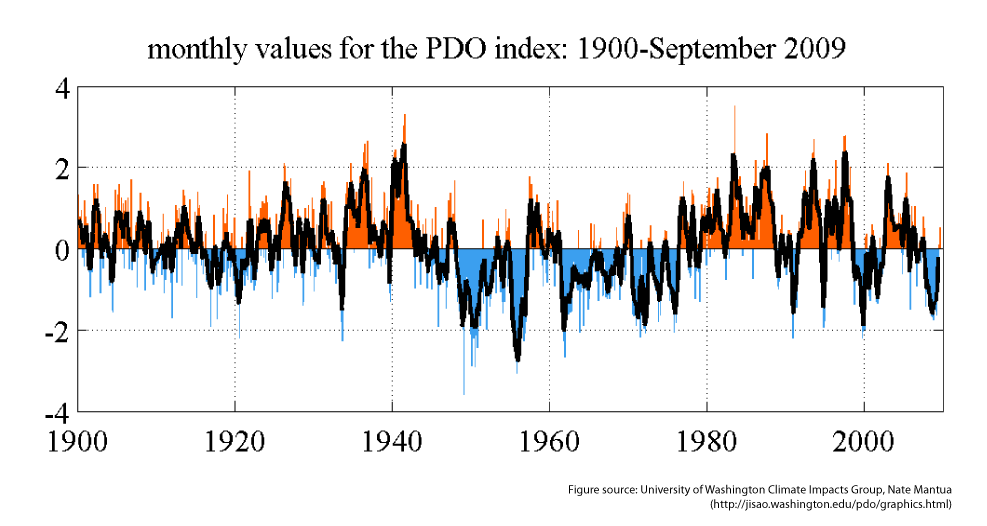
Valeurs de l’ODP de 1900 jusqu’à présent

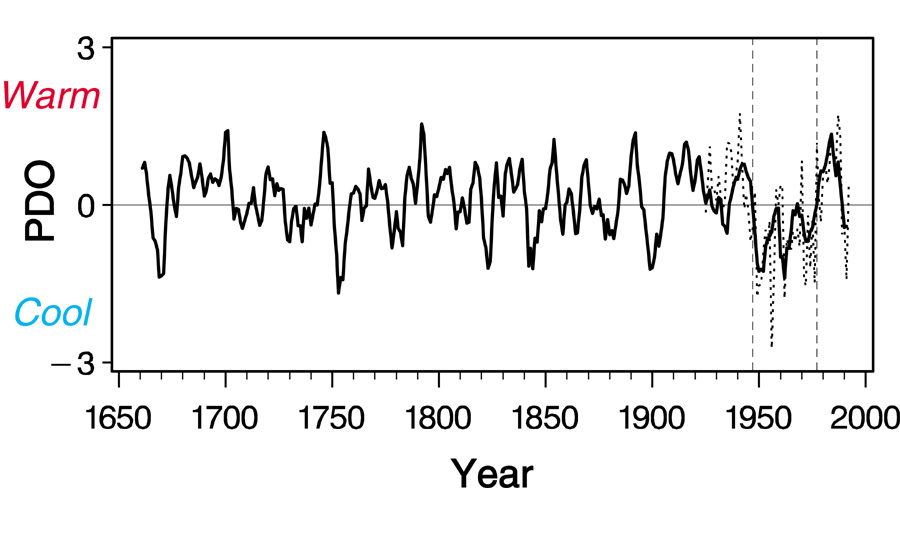
Valeurs de l’ODP de 1660 à 1991 selon les cercles des arbres

Des indices de l’occurrence de l’ODP depuis 1661 ont été tirés de la chronologie des cercles de croissance des arbres en péninsule de Basse-Californie et en Californie du Sud. Même si l'effet de l'oscillation est mêlé à d’autres effets climatologiques, le changement assez brusque entre les phases chaudes et froides est assez évident pour être reconnu. 
En particulier, les chercheurs ont isolé les passages suivants :
- 1750 : un changement très marqué de phase[6] ;
- 1905 : changement à la phase chaude ;
- 1946 : changement à la phase froide (section bleue du graphique) ;
- 1977 : changement à la phase chaude[7] ;
- 1998 : l’ODP montre un indice froid durant quelques années mais ne persiste pas [8] ;
- 2008 : les premiers signes d’une phase froide apparaissent[9].